# 31 Orionis
31 Orionis, som är stjärnans Flamsteed-beteckning är en dubbelstjärna i den mellersta delen av stjärnbilden Orion, som också har variabelbeteckningen CI Orionis. Den har en lägsta skenbar magnitud på ca 4,71 och är svagt synlig för blotta ögat där ljusföroreningar ej förekommer. Baserat på parallax enligt Gaia Data Release 2 på ca 6,6 mas, beräknas den befinna sig på ett avstånd på ca 490 ljusår (ca 151 parsek) från solen. Den rör sig bort från solen med en heliocentrisk radialhastighet av ca 6 km/s.

## Egenskaper
Primärstjärnan 31 Orionis A är en orange till röd jättestjärna av spektralklass K5 III, som har förbrukat förrådet av väte i dess kärna och utvecklats bort från huvudserien. Den har en radie som är ca 60 solradier och utsänder ca 763 gånger mera energi än solen från dess fotosfär vid en effektiv temperatur på ca 3 900 K.
31 Orionis, eller CI Orionis är en pulserande variabel av halvregelbunden typ, som varierar i magnitud 4,68-4,72 med en period av 140,85 dygn, även om General Catalogue of Variable Stars beskriver detta som obekräftat av efterföljande observationer.
31 Orionis är en dubbelstjärna som 2008 hade en vinkelseparation av 12,7 bågsekunder. Följeslagaren, 31 Orionis B av skenbar magnitud 10,2, är en gul till vit stjärna i huvudserien av spektralklass F7 V.